# Monforte de Lemos (stacja kolejowa)
Monforte de Lemos – węzłowa stacja kolejowa w hiszpańskiej miejscowości Monforte de Lemos. Otwarta została w 1883 przez króla Alfonsa XIII. Przez stację przejeżdżają zarówno pociągi dalekobieżne jak i regionalne w obrębie regionu Galicja. Znajduje się tu również muzeum kolejnictwa Galicji.
Oferta połączeń z Monforte de Lemos:
- Alvia (Lugo – Madryt Chamartín)[2]
- Alvia (A Coruña – Barcelona Sants)[2]
- Trenhotel Rias Gallegas (Ferrol – Madryt Chamartín)[3]
- Trenhotel Galicia (Vigo Guixar – Barcelona Sants)[3]
- Media Distancia Renfe (G-3, G-4, R-29)[4]

| Monforte de Lemos                       |  |                                     |
| Linia A Coruña – León (361,2 km)        |  |                                     |
| Bóveda (zlikwidowany)odległość: 11,1 km |  | Pobra do Brollón odległość: 10,4 km |
| Linia Redondela - Monforte de Lemos     |  |                                     |
| Canabalodległość: 9,1 km                |  |                                     |